# 7e régiment de hussards (France)
Pour les articles homonymes, voir 7e régiment.
Le 7e régiment de hussards (7e RH), est une unité de cavalerie de l'armée française, créé sous la Révolution à partir des hussards de Lamothe également connus sous l'appellation de troupes légères de Lamothe où légion Lamothe.

## Création et différentes dénominations
- 1791 : Création des hussards de Lamothe également appelés troupes légères de Lamothe ou légion Lamothe, du nom de leur colonel, Lamothe
- 23 novembre 1792 : création du 8e régiment de hussards (ou hussards de Lamothe)
- 4 juin 1793 : à la suite de la trahison du 4e régiment de hussards, il est renommé 7e régiment de hussards[Note 1]
- 29 floréal an IV : reçoit la moitié des cavaliers du 13e hussards
- 1814 : le 7e régiment de hussards est dissous et ses éléments sont distribués entre les six régiments conservés.
- 1815 bataille de Waterloo
- 1840 : recréation du 7e régiment de hussards, avec des éléments des 4e, 5e, 6e, 12e régiments de chasseurs à cheval et du 5e régiment de hussards
- 1928 : dissolution
- 1956 : recréation du 7e régiment de hussards pendant la guerre d'Algérie
- 1959 : dissolution

## Chefs de corps
- 1792 : colonel Lamothe[1]
- 1794 : chef de brigade Vagnair

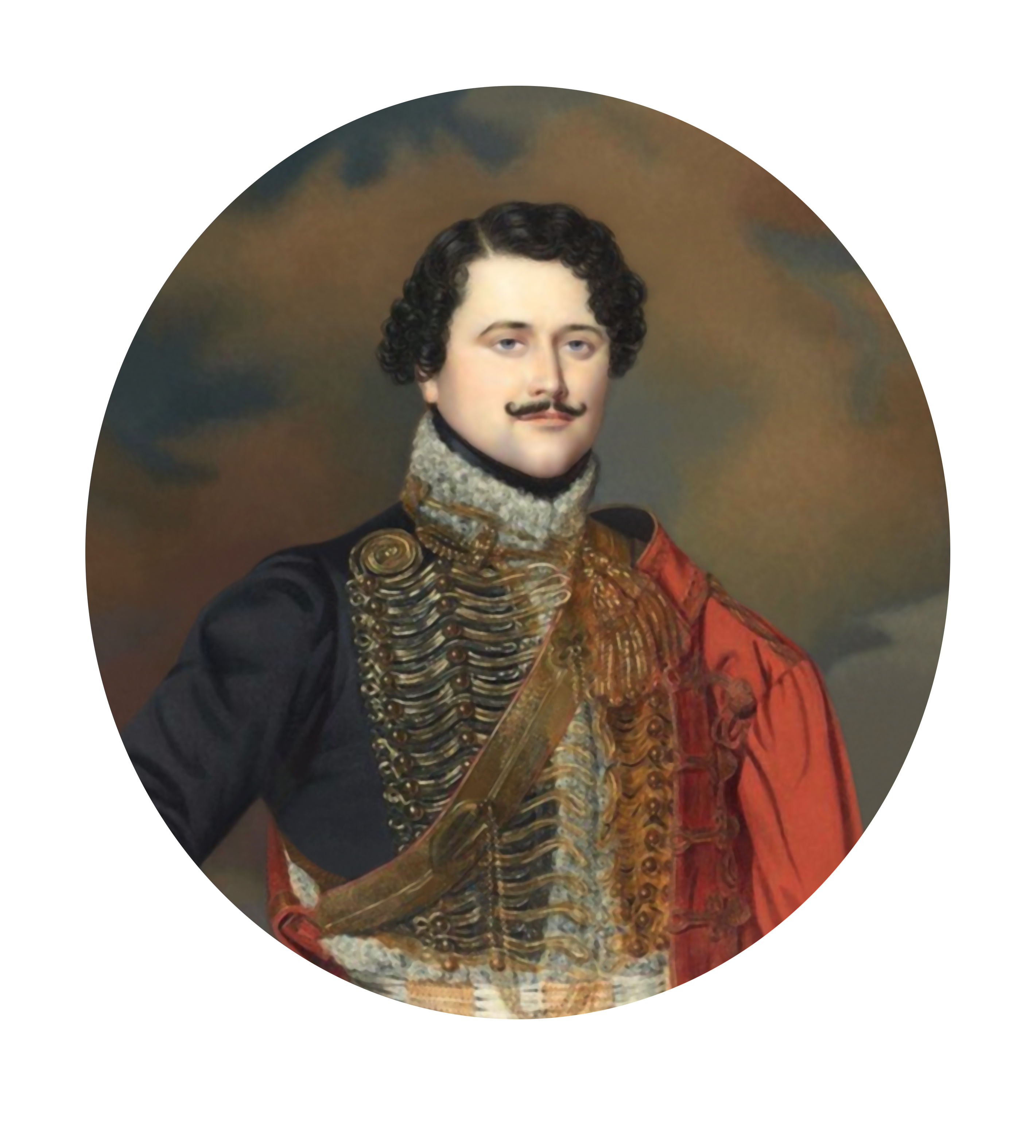
Le colonel Marbot.

- 1797 : chef de brigade de Champeaux
- 1803 : colonel Rapp
- 1803 : colonel Marx
- 1806 : colonel de Colbert-Chabanais[2]
- 1809 : colonel Domon
- 1809 : colonel de Custine
- 1810 : colonel Eulner
- 1811 : colonel de Willeau
- 1814 : colonel Marbot
- 1815 : colonel Marbot
- 1840 : colonel de Grouchy
- 1847 : colonel Grenier
- 1857 : colonel Fénis de Lacombe
- 1865 : colonel Chaussée
- 1872 : colonel prince de Bauffremont
- 1876 : colonel Des Roys
- 1876 : colonel Durdilly
- 1878 : colonel Bruneau
- 1884 : colonel Massiet
- 1891 : colonel Mulotte
- 1894 : colonel de Vergennes
- 1896 : colonel Buffet
- 1914 : colonel Lesieur-Desbrières
- 1er novembre 1914 : colonel Simon
- 12 octobre 1915 - 27 mars 1917 : colonel Jouinot-Gambetta
- 1917 : colonel Langlois
- 1918 : colonel Clorus
- 1922 : colonel Madamet

## Historique

### Guerres de la Révolution et de l'Empire

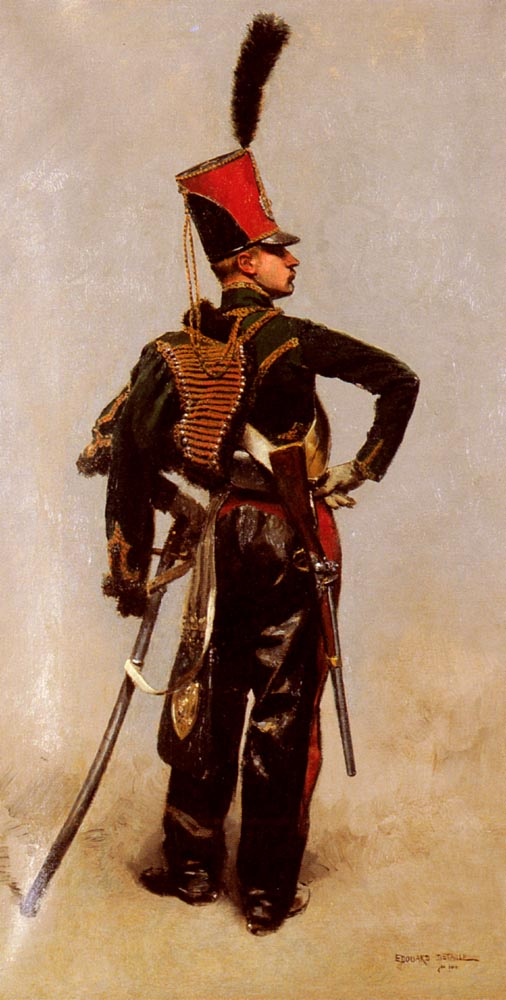
Un soldat du 7e régiment de hussards

- 1792 : Création des hussards de Lamothe[3].
- 1793 :
  - Affecté à l'armée du Nord on le trouve en garnison à Compiègne qu'il quitte le 26 mars, pour Pont-à-Mousson. Un détachement mis à disposition de l'armée de Vendée rejoint Angers[3].
  - 26 décembre : 2e bataille de Wissembourg
- An VI :
  - Armée de Rhin-et-Moselle
- 1806 : Campagne de Prusse et de Pologne
  - 14 octobre : Bataille d'Iéna
- 1807 :
  - 8 février : Bataille d'Eylau
- 1813 : Campagne d'Allemagne
  - 16-19 octobre : Bataille de Leipzig
- 1814 : Campagne de France
  - 14 février 1814 : Bataille de Vauchamps
- 1815 : Campagne de Belgique
  - 18 juin 1815 : Bataille de Waterloo

### La Brigade Infernale
Le régiment a formé avec le 5e régiment de hussards la fameuse Brigade Infernale sous le commandement du général Lasalle.

#### Campagne de Pologne 1807
Le 30 décembre 1806 Pierre David de Colbert-Chabanais est nommé colonel du régiment, c'est un officier chevroné, qui a participé aux campagnes d'Égypte et d'Allemagne où il fut blessé à Austerlitz. Ils font partie du 6e corps du maréchal Ney et de la première brigade du général Victor de Faÿ de La Tour-Maubourg faisant partie de la division Lasalle.

#### Réorganisation du régiment sous la restauration et début des Cent Jours
Par ordonnance en date du 12 mai 1814 après l'exil de Napoléon Ier à l'île d'Elbe, les régiments de hussards comme du reste de la cavalerie légère furent fortement réduits, ainsi normalement les six premiers régiments durent être conservés ,. Cependant le 7e hussards subsista et prit le nom de régiment d'Orléans en hommage au Duc d'Orléans Louis-Philippe nommé colonel général des hussards par Louis XVIII. Il fut reconstitué en tant que 7e hussards le 12 septembre 1814, avec les restes de l'ancien 7e hussards du colonel Eulner et de détachements du 1er régiment de hussards du chef d'escadron Henriquez et du 14e régiment de hussards du chef d'escadron Barziza. Reconstitution présidée par le général Charles Joseph de Pully avec l'accord du ministre de la Guerre le général Pierre Dupont de l'Étang comme l'atteste une lettre du général Pully au général Dupont conservée aux Archives nationales. À cette date, le 7e hussards avait la moitié de ses effectifs et le tiers de ses chevaux. Le 8 octobre, Marbot fût nommé à la place d'Eulner qui celui-ci avait été placé en non-activité,. L'ordonnance du 16 janvier 1815 fit du 7e régiment de hussards, le régiment de hussards Colonel-général. Le 1er escadron reçut la cornette blanche du Colonel-général. Avec le retour de Napoléon, le régiment manifesta son enthousiasme et força les habitants de Valenciennes où le régiment était en garnison à reprendre la cocarde tricolore,. D'après un rapport envoyé à Arthur Wellesley duc de Wellington à Valenciennes où sont en garnison le 7e hussard et le 1er régiment d'infanterie dit régiment du roi, les deux régiments se livrent bataille car les hussards soutiennent le parti de l'empereur tandis que l'infanterie elle reste fidèle au roi,,. La garnison de la ville est estimée à 4000 hommes et on apprend dans ce rapport que plusieurs militaires seraient morts du fait d'affrontement entre les deux parties,,. Le 24 mars, Marbot se rendit à Paris pour annoncer que Valenciennes s'était ralliée à l'empereur,. Le 30 mars, le maréchal Ney vint inspecter la garnison de Valenciennes,. Le 6 avril, Marbot revint de Paris avec l'aigle du régiment, il s'agissait de l'aigle du 23e régiment de chasseurs à cheval que Marbot avait conservé et fit changer le numéro,. Le 18 avril, Napoléon, constatant qu'il y avait un manque d'effectif, écrit au Maréchal Davout d'utiliser l'image glorieuse des hussards pour attirer la jeunesse à s'engager dans ses régiment et notamment le 7e hussards qui n'a pas eu d'apport de nouveau effectifs. Le 5 mai, Marbot écrit que son régiment est fort de 700 hommes et que le 4 mai, 52 avaient rejoint le régiment et indique en particulier que l'uniforme les flatte. Le 29 mai, Napoléon s'en inquiète, il craint que les 1er, 5e et 7e hussards soient tous composés de 2000 hommes chacun à l'issue de cette campagne de recrutement. Il indique dans une lettre à Davout de veiller à ne pas trop surcharger ses régiment et de déplacer ses effectifs vers des régiments en manque de nouvelles recrues.

#### La campagne de Belgique
Le 6 avril 1815, le 7e hussards se mit en ordre de bataille et partit en direction de la frontière avec le Royaume uni des Pays-Bas,. Le régiment passa par la commune d'Orchies entre Lille et Valenciennes et, le 9 avril, ils se postèrent dans la commune de Cysoing,. Ils partirent le 22 avril de Cysoing, s'arrêtèrent quelques jours à Sainghin-en-Mélantois et le 1er mai, ils arrivèrent à Saint-Amand,. C'est à ce moment qu'ils furent attachés au 1er corps d'armée de Drouet d'Erlon, le régiment fût embrigadé avec le 3e régiment de chasseurs à cheval du colonel Anatole de la Woestine,. Les deux régiments sont placés sous les ordres du général de Bruno,. Le 4 mai, les avant-poste sont visités par le comte d'Erlon et le 5 mai, le régiment est passé en revue par le général Girardin d'Ermenonville,. D'après le chef d'escadron Dupuy, les officiers déserteur se rendant à Bruges auprès de Louis XVIII étaient condamnés à mort par contumaces et une fois le retour de la monarchie ceux-ci reçurent des places privilégiées dans la Garde royale,. Le 13 juin, l'armée du Nord se mit en marche et le 7e hussards quitta Saint-Amand et ils arrivèrent le soir du 13 juin dans un village près de la Sambre, la manœuvre est dirigée par le général Jacquinot,,,. Le 14 juin en suivant la Sambre, ils arrivèrent à Jumeux, et le 15 juin, ils établirent leur cantonnement près de Gosselies,,,. Le 16 juin ils prirent la direction de Bruxelles devancé par le 2e corps du général Reille, des escarmouches eurent lieu entre le 7e hussards et les hussards Hanovriens et les dragons Britanniques, Dupuy précise qu'ils eurent toujours l'avantage sur leurs adversaires,,,,. Ils prirent position à Villers-la-Ville et se dirigèrent le 17 juin vers Genappe, ils ne prirent donc pas le 16 juin directement part à la bataille des Quatre Bras,,,,,. Ils arrivèrent dans le bourg de Genappe au matin et furent arrêtés par le 2e régiment de chevau-légers lanciers du colonel Sourd qui devait se replier face à une colonne de cavalerie anglaise, pour empêcher le désordre, Marbot fit placer dans la rue principale le 1er escadron et prit les 2e et 3e escadron en plus du 3e chasseurs à cheval pour contourner les Britanniques par une ruelle débouchant sur un champ leur permettant de charger les Britanniques et de forcer leur retraite  ,,,. En effet, il fallait empêcher le désordre, il n'y avait qu'un seul pont sur la Dyle assez étroit que venait de traverser le 7e hussards et en cas de retraite désordonnée ils auraient été une cible de choix pour les cavaliers Britanniques,,,. Lors du mouvement, du fait de la fumée l'artillerie de la Garde impériale installée de l'autre côté de la Dyle ouvrit le feu par confusion sur les hussards du 7e régiment du fait de leurs pantalons garances et de leurs porte-manteaux proche en couleur de ceux des Britanniques, Dupuy note qu'un jeune fourrier et plusieurs hussards furent tués par erreur,,,,. L'artillerie stoppa de tirer sur les hussards, les lanciers du 2e régiment se joignirent et le colonel Sourd fût grièvement blessé, il fut nommé général par Napoléon, mais refusa pour conserver ses lanciers,,,. Les hussards continuèrent à poursuivre les Britanniques et pensèrent voir un train d'artillerie l'attaquèrent, il s'agissait de bagages protégés par des Écossais que les hussards prirent et firent prisonniers bon nombre d'Écossais selon Dupuy,,,. Les hussards occupèrent une position que les Britanniques récupérèrent au matin du 18 juin à la suite du repli des Français,,. Dupuy indique que toute la nuit, ils furent pilonnés par les fusées Congreves des Britanniques qui n'eurent que peu d'effets à tel point que certains toujours selon Dupuy plaisantaient en disant que les Britanniques leur offraient un feu d'artifice,,. Avant le lever du jour, Dupuy reçut ordre de Marbot de se replier avec le 7e hussards ainsi que le 3e chasseurs à cheval derrière les lignes françaises et s'établirent dans une grande ferme, il pleuvait abondamment,,. Le 18 juin à 4h du matin, les hussards du 7e régiment se mirent à cheval et cherchèrent à rafraîchir leurs montures,,. À 8h, ils furent détachés de la division dans laquelle ils étaient pour se positionner à l'extrême droite du dispositif français en compagnie des trois escadrons du 3e chasseurs à cheval forts de 365 hommes dont 29 officiers quand les hussards étaient 439 dont 28 officiers,,,,. La bataille de Waterloo commença par l'attaque du prince Jérôme sur Hougoumont à 11h30 soit plus tard que sur le plan initialement prévu par Napoléon à la suite d'une demande du général Drouot, Hougoumont était défendu par des Britanniques, des Hollando-Belges et des Allemands,,,. À 13h, le 1er corps attaque les coalisés entre la ferme de la Haie Sainte et la ferme de la Papelotte,,. À la suite de l'assaut du 1er corps Wellington envoya sa cavalerie lourde, Dupuy rapporte que les régiments d'infanterie fuyaient dans son secteur ou pourtant les Britanniques n'avaient pas poursuivi les Français,,. Le 1er corps n'avait pas percé les lignes des coalisés mais s'était emparé de la ferme de la Papelotte prise par le 8e régiment d'infanterie sous les ordres du général Durutte,,. Le 7e hussards resta inactif jusqu'à 16h, le général Domon informa kes hussards que les coalisés étaient en train de se replier et que Grouchy allait faire sa jonction avec le reste de l'armée et que le 19 juin ils seraient à Bruxelles,,. Mais au lieu de trouver des Français venant de l'est, ce furent des cavaliers prussiens qui se mirent à les attaquer,,. Le 3e landwehr de cavalerie Silesienne se mit à les attaquer, les hussards du 7e ripostèrent et prirent le dessus sur les Prussiens qui se replièrent derrière six pièce d'artillerie qui se mirent à tirer sur les français,,. Les Français durent se replier, Marbot avait été blessé à la poitrine par un coup de lance,,. Dans leur retraite vers le centre du dispositif les hussards tombèrent sur le maréchal Soult qui leur ordonna de se placer près de batteries de la garde pour les soutenir,,. Par la suite ils reçurent l'ordre de se porter vers Plancenoit pour faire face à des tirailleurs prussiens probablement les 3e et 4e landwehr de Silesie,,. La bataille était perdu et les routes furent encombrées de fuyards. Le 7e hussards se replia en ordre et pris la route de Charleroi puis bifurqua vers Marchiennes, le passage de la Sambre se fit sans encombre,,. De la bataille de Waterloo, il reste une relique, l'uniforme que le colonel Marbot portait lors de la bataille aujourd'hui conservé par le musée de l'Armée et est exposé dans la salle dédiée aux Cent-Jours aux côtés d'uniformes d'unité ayant fait la bataille de Waterloo comme un uniforme du 10e hussards Britanniques Prince of Wales Own qui tenait la position en face du 7e hussards, le musée de l'armée possède aussi le sabre et la sabretache de Marbot lors de la bataille mais qui ne sont pas exposés,,,,. Pour avoir participé aux Cent-Jours, le régiment est dissous lors de la Seconde Restauration, Marbot est banni de France par l'ordonnance du 24 juillet 1815, il se retire en Allemagne et revient en France en 1818,,,.

### De 1815 à 1848
En 1840, le 7e régiment de hussards est recréé avec des éléments des 4e, 5e, 6e, 12e régiments de chasseurs à cheval et du 5e régiment de hussards.

### Second Empire
Le 22 mai 1854, il est envoyé en Algérie et y reste jusqu'en mai 1858. Durant son séjour il est en garnison à Mustaphe et Blidah et prend part aux combats de Tizi Ouzou et d'Ouargla.
Durant la campagne d'Italie, en 1859, il participe à la bataille de Solférino.
En 1870, durant la guerre franco-prussienne, rattaché à l'armée du Rhin. Durant le siège de Metz, le régiment participe, le 16 août, à la bataille de Mars-la-Tour et au combat de Servigny avant d'être fait prisonnier de guerre.
Caserné à Castres, le bataillon de dépôt permet de former quatre escadrons de marche envoyés à l'armée de la Loire.

### 1871 à 1914
En mars 1871, le régiment est reconstitué avec des éléments du 7e hussards, fait prisonniers et revenus de captivité en Allemagne ainsi que de l'amalgame du 3e régiment de marche de hussards formé pendant la guerre.
Il tient garnison d'abord à Bordeaux puis à Pontivy en 1880 et Tours en 1886.
La garnison du 7e régiment de hussards est fixée à Niort de 1892 à 1919.

### Première Guerre mondiale

#### Affectations
Le 7e régiment de hussards est mobilisé à Niort.

## Hommages et distinctions

### Étendard

Représentation des inscriptions sur l'étendard du 7e régiment de hussards.

Il porte, cousues en lettres d'or dans ses plis, les inscriptions suivantes :
- Iéna 1806
- Heilsberg 1807
- La Moskowa1812
- Hanau 1813
- Saint-Gond 1914
- Ypres 1914

### Décorations
Sa cravate est décorée :
De la Croix de guerre 1914-1918 avec une palme et de la Médaille d'or de la Ville de Milan (pour sa participation à la bataille de Solférino).

### Autres
Une rue de Niort porte le nom de l'unité.

## Personnalités ayant servi au7ede hussards
- Antoine Fortuné Brack (1807-1813), futur général de cavalerie
- Louis Bro (1781-1844), capitaine, futur général de cavalerie
- Emmanuel-Arthur Bucheron (1834-1902), engagé volontaire sous le Second Empire
- Hercule Corbineau (1780-1823), incorporé au 7e hussards le 11 thermidor an VI
- Pierre-Chrétien Korte (1788-1862), futur général de cavalerie et sénateur du second empire
- Marcellin Marbot (1782-1854), général et baron d'Empire, auteur des Mémoires du Général Marbot
- Charles François Martigue (1777-1825) alors cavalier.
- Charles-André Merda
- Frédéric Vagnair dit Marisy (1765 - 1811), général et baron d'Empire

## Sources et bibliographie
- Historique des corps de troupe de l'armée française, Ministère de la Guerre, 1900
- ANDOLENKO (général), Recueil d'historique de l'arme blindée et de la cavalerie, Paris, Eurimprim, 1968
- JOUINEAU (André) & MONGIN (Jean-Marie), Les Hussards français, Tome 1, De l'Ancien régime à l'Empire Paris, Éditions Histoire & Collections, 2004
- Historique du 7e régiment de hussards pendant la guerre 1914-1918, Nancy, Berger-Levrault, 40 p., lire en ligne sur Gallica.